# Manoir Tristany
Le manoir Tristany (Casa Tristany en espagnol) est un manoir situé sur la commune de Pinós, dans la région de Solsonés, en Espagne. C'est un Bien d'intérêt culturel.
Grande bâtisse fortifiée, elle a appartenu à la famille Tristany. Celle-ci a donné de nombreux officiers carlistes pendant le XIXe siècle, les plus connus étant Benito Tristany et Rafael Tristany, tous deux nés sur la propriété. On trouve aussi Miguel Tristany, commandant lors de la Première Guerre carliste, mort au combat ; José Tristany, colonel de la Première Guerre ; Miguel Tristany, capitaine de la Seconde Guerre carliste mort en combattant au côté de Rafael Tristany en 1848 ; Antonion Tristany, commandant mort au combat lors de l'Insurrection carliste de 1855 ; et Francisco Tristany, général entre 1872 et 1876.

## Description

### Historique
Le site du manoir est mentionné depuis le XIe siècle, sous le nom de Mas Mussons. Il est d'abord occupé par un premier édifice appartenant à la famille Mossons. Lors du mariage de l'héritière de la famille, Margarita, avec Jaime Tristany, le 20 mars 1631, la bâtisse passe aux mains des Tristany. À partir de 1703, Gil Blas Tristany y Farrés, descendant à la troisième génération de Jaime, commandite la construction d'un nouveau manoir.

### Architecture
L'ensemble de l'architecture est en pierre, des sols aux escaliers en passant par les façades. Outre une terrasse donnant à l'Ouest, la demeure recèle de nombreuses caves. Elle possède aussi une chapelle du XVe siècle, d'abord dédiée à San Salvador d'Horta, puis à Saint François.

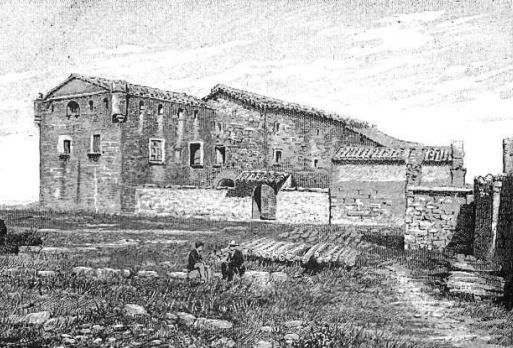
En 1892
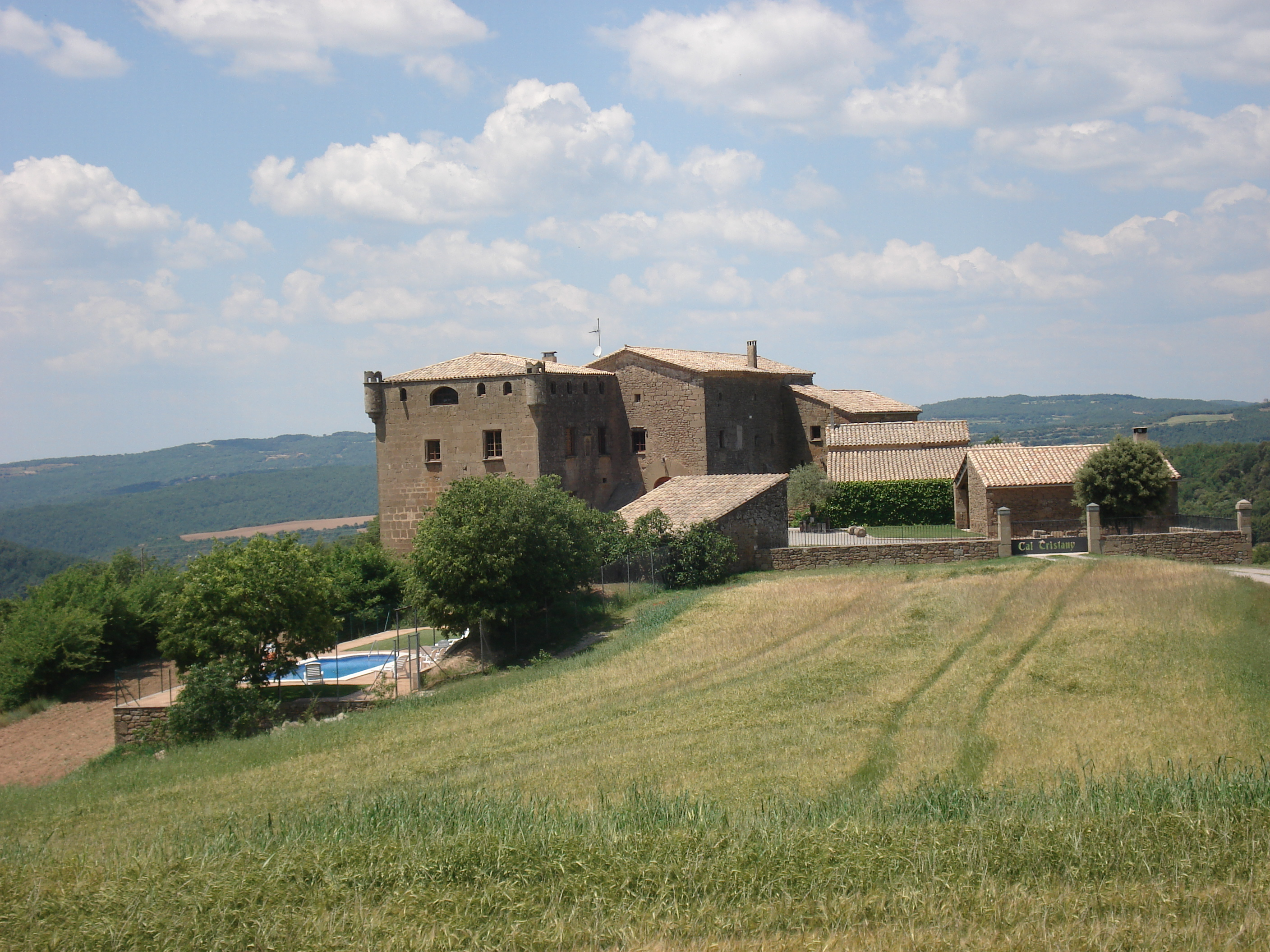